# 下坂藤太郎
下坂 藤太郎（しもざか とうたろう、1868年11月17日（明治元年10月4日） - 1941年（昭和16年）1月12日）は、日本の大蔵官僚、実業家。理財局銀行課長を最後に退官し、台湾銀行理事、副頭取を歴任。東洋製糖（のち大日本製糖）、東洋海上保険（のち日新火災海上保険）、日商（のち日商岩井）の各社長。

## 生涯
会津藩士下坂藤次郎の長男。三春中学、第一高等学校を経て、1894年（明治27年）東京帝国大学を卒業。大蔵省に入省し、翌年の第二回文官高等試験に次席合格する。秋田県収税長、本省参事官、書記官、監督局銀行課長などを経て、1899年（明治32年）6月辞職。翌月台湾銀行理事に就任し、副頭取に進む。1906年（明治39年）から翌年にかけて銀行制度調査のため欧米出張。1912年（明治45年）東洋製糖専務、1914年（大正3年）7月から同社社長。東洋海上保険社長を兼務し、1922年（大正11年）7月に両社長職から離任する。1928年（昭和3年）、日商岩井の前身である日商の初代社長に就任。同社会長も務めた。昭和16年1月12日没。墓所は雑司ヶ谷霊園。

## 鈴木商店、東洋海上、日商との関係
鈴木商店系列の東洋製糖社長であった下坂と台湾銀行監査役の辰野宗義（後述）は、経営危機に陥った東海商業銀行から東洋海上の株式を引き受ける。辰野は鈴木商店と親しい関係にあった。下坂、辰野らの株式引き受けを契機に鈴木商店は東洋海上の株式の過半数を取得し、下坂は同社の社長となる。当時の東洋海上は損失約40万円を抱えていたため、対策として減資による損失整理を行い、次いで増資を行い業績は回復する。東洋海上は海上保険、火災保険、運送保険と業務を拡大するが、鈴木商店が破綻すると東京海上系列となる。先の増資の際、その三分の一を引き受けたのが東京海上であった。下坂は同店破綻後に鈴木本家の女婿高畑誠一らの依頼で日商の初代社長に就任した。日商は戦後に岩井産業と合併して日商岩井（現：双日）となり、高畑は社長に就任する。

## 親族
下坂の長男源太郎は立教大学教授、弟で田村家の養子となった藤四郎は河合楽器代表取締役など複数の企業で役員を務めた実業家、また八郎も日商ほかの役員を務める。妹は海軍軍医に、長女美知子は東京帝国大学法学部教授神川彦松に、四女富美は東京商大学長や閣僚を歴任した高瀬荘太郎に嫁ぐ。富美の子は歌人の高瀬一誌。木原正裕みずほフィナンシャルグループ社長や、木原誠二衆議院議員は曾孫。

## 辰野宗義
文官高等試験同期でともに大蔵省に入省し、また同時に台湾銀行理事となる辰野宗義は、下坂とは同藩出身であった。辰野の父、辰野宗城は斗南藩権大属会計掛である。辰野は同行監査役もつとめ1920年（大正9年）まで在任した。この年は森俊六郎が台湾銀行副頭取に就任している。下坂、辰野、森はともに会津会会員で、また稚松会賛助員として同郷後進の育成にも力を尽くした。